# زوراب نوقایدلی
زوراب نوقایدلی (گرجی: ზურაბ ნოღაიდელი؛ زادهٔ ۲۲ اکتبر ۱۹۶۴) یک سیاست‌مدار و فیزیک‌دان اهل گرجستان است.